# رود کوئیکوئیبی
رود کوئیکوئیبی رودی است که به رود بنی می‌ریزد. این رود از کشور بولیوی می‌گذرد.